# Derek Fisher
Derek Lamar Fisher (Little Rock, Arkansas, 9. kolovoza 1974.) američki je profesionalni košarkaš. Igra na poziciji razigravača, a trenutačno je član NBA momčadi Oklahoma City Thundera, broj 37. Izabran je u 1. krugu (24. ukupno) NBA drafta 1996. od strane istoimene momčadi. S Lakersima osvojio je pet NBA naslova. Tijekom osvajanja prva tri naslova, Fisher je bio treći strijelac momčadi iza Kobea Bryanta i Shaquillea O'Neala.

## Rani život
Fisher je mlađi brat bivšeg NBA igrača Duanea Washingtona. Pohađao je srednju školu Parkview Arts and Science Magnet High School u Little Rocku. Sve četiri godine pohađao je sveučilište Arkansas-Little Rock. Svoju sveučilišnu karijeru završio je kao drugi strijelac (1,393), asistent (472) i "kradljivac" (189) sveučilišta. U prosjeku je postizao 12.4 poena, 4.4 skoka i 4.2 asistencije u preko 112 odigranih utakmica i svake godine predvodio momčad u asistencijama i ukradenim loptama. Na četvrtoj godini u prosjeku je postizao 14.5 poena, 5.2 skoka i isto toliko asistencija, te je dobio nagradu za igrača godine konferencije Sun Belt.

## NBA

### Los Angeles Lakers (1996. – 2004.)
Fisher je izabran kao 24. izbor NBA drafta 1996. od strane Los Angeles Lakersa. Ondje je proveo prvih osam godina karijere. Početkom sezone 1996./97. debitirao je u NBA protiv Phoenix Sunsa i zabilježio 12 poena i 5 asistencija. U rookie sezoni odigrao je 80 utakmica i u prosjeku postizao 3.9 poena, 1.2 skoka i 1.5 asistencija. Izabran je na utakmicu novaka i igrača druge godine na All-Star vikendu u Clevelandu i postigao 16 poena i 6 asistencija.
Zbog stres frakture lijevog stopala propustio je 62 utakmice sezone 2000./01. U sezoni 2002./03., Fisher je čvrsto zauzeo mjesto startnog razigravača Lakersa i odigrao sve 82 utakmice. Međutim, nakon što su ispali u polufinalu Zapadne konferencije, klub je preko ljeta doveo veteransko pojačanje u obliku Garya Paytona. Sezonu 2003./04. proveo je igrajući važnu ulogu igrača s klupe i tijekom doigravanja 2004. proveo nezaboravne trenutke karijere. U utakmici između Lakersa i San Antonio Spursa, Fisher je pogodio šut 0,4 sekunde prije isteka vremena za pobjedu Lakersa.

### Golden State Warriors (2004. – 2006.)
Fisher je nakon završetka sezone 2003./04. postao slobodan igrač. Iako je igrao vrlo važnu ulogu u momčadi Lakersa, dolaskom Garya Paytona i Karla Malone, Fisher je izgubio svoju startnu poziciju i bio razočaran igranjem nekih 18-20 minuta po utakmici. Uostalom, Lakersi su morali krenuti u obnovu momčadi. Glavni trener Phil Jackson se umirovio, Shaquille O'Neal mijenjan je u Heat, dok je Kobe Bryant razočaran odlascima ključnih igrača htio biti mijenjan u neku drugu momčad. Tijekom pregovora oko novog ugovora, Lakersi su Fisheru ponudili trogodišnji ugovor vrijedan 15 milijuna dolara. Nasuprot tome, Golden State Warriorsi ponudili su Fisheru šestogodišnji ugovor vrijedan 67 milijuna dolara i garantirali mu mjesto startnog razigravača momčadi. 
16. srpnja 2004. potpisao je za Golden State kao slobodan igrač. Prve dvije sezone za Fishera bile su razočaravajuće, te je tijekom utakmica pokazao nedostatke u igri. Iako se pokazao pouzdanim šuterom kada su Kobe i Shaq bili udvojeni od strane protivničkih igrača, Fisher se u Warriorsima mučio protiv bržih i skočnijih igrača. Momčad se nastavila mučiti sa svojim omjerom i nalazila se u sredini Zapadne konferencije.
Iako je izjavio da je mjesto startnog razigravača glavni razlog odlaska u Warriorse, Speedy Claxton imao je veću minutažu i igrao je više od Fishera, dok su Warriorsi na draftu birali buduću zvijezdu Barona Davisa koji ga je ubrzo zamijenio. Ostatak sezone 2004./05. proveo je ulazeći s klupe. U sezoni 2005./06. igrao je ponovo vrlo važnu ulogu s klupe i odigrao sezonu karijere postizavši 13.3 poena po utakmici.

### Utah Jazz (2006. – 2007.)
12. srpnja 2007. mijenjan je u Utah Jazz u zamjenu za Keitha Mcleoda, Andrea Owensa i Devina Browna. U sezoni 2006./07. odigrao je svih 82 utakmice i u prosjeku postizao 9.5 poena, 3.3 asistencije i 1.01 ukradenu loptu, dok je 40 puta zabilježio dvoznamenkasti učinak.
U studenome 2006. postavljen je na mjesto predsjednika Udruge igrača National Basketball Associationa. Time je na toj poziciji nasljedio Antonija Davisa. Prethodno je bio potpredsjednik Udruge igrača.
U prvom krugu doigravanja 2007. Jazzeri su u sedam utakmica pobijedili Houston Rocketse. Međutim, nekoliko dana prije početka polufinala Zapadne konferencije protiv Golden State Warriorsa, Fisher je izjavio da je jedno od njegovih četvoro djece bolesno, izbjegavajući detaljnija pitanja na spomenutu temu i da će propustiti prvu utakmicu serije. Nakon završetka druge utakmice izjavio je da njegovoj 10-mjesečnoj kćeri Tatum dijagnosticiran retinoblastom.
Utah je i u drugoj utakmici polufinala Zapadne konferencije NBA lige svladala Golden State, čime je podigla omjer na 2-0. Postao je junakom susreta kada je na utakmicu stigao tek u drugom poluvremenu. Naime, operacija 10-mjesečne Tatum je bila razlog izbivanja tijekom druge. Unatoč svemu, trener Jerry Sloan stavio je Fishera na popis igrača za ovu utakmicu, veteran Utah Jazza sletio je za vrijeme utakmice na aerodrom, tijekom treće četvrtine ušetao kroz tunel do parketa i psihološki preokrenuo igru svojih suigrača.
Ovacije koje je doživio od publike i srdačan doček suigrača, sadašnjih i bivših bile su mu dovoljno zagrijavanje. U produžetku je postigao pet poena i tri asistencije.
Utah je u seriji 4-1 pobijedila Golden State i plasirala se u finale Zapadne konferencije protiv San Antonio Spurse. Jazzeri nisu uspjeli proći San Antonio i poraženi su u pet utakmica. Nakon vrlo dobre sezone, Fisher je raskinuo ugovor te je na stolu ostavio 21 milijun dolara, koliko bi zaradio u sljedeće tri godine, kako bi se mogao brinuti o svojoj bolesnoj kćerkici Tatum. Derek je raskinuo ugovor s Jazzerima jer Salt Lake City nema potrebnu medicinsku kvalitetu i specijaliste koji bi se brinuli o njegovoj kćeri. Fisher je rekao da razmišlja o umirovljenju, ali da postoji velika mogućnost da zaigra u sljedećoj sezoni. Naravno, u obzir su dolazili samo gradovi s jakim medicinskim kapacitetima.

### Povratak u Lakerse (2007.- danas)
Nakon mnogo razmišljanja o nastavku karijere, Fisher se vratio u Los Angeles Lakerse, s kojima je potpisao trogodišnji ugovor u vrijednosti od 13.959.000 američkih dolara. Početkom sezone 2007./08. preuzeo je ulogu startnog playa i zajedno s Kobem Bryantom predvodio mladu Lakersovu momčad. Imao je solidnu sezonu i odigrao veliku ulogu u doigravanju protiv Utah Jazza. U seriji protiv Spursa odigrao je kontroverznu obranu protiv Brenta Berryja, naime četvrtoj finalnoj utakmici Zapadne konferencije Lakersi su poveli u seriji 3:1. U posljednjoj sekundi utakmice Barry je imao šut za pobjedu Spursa, ali ga je blokirao Fisher. Cijela dvorana skočila je na noge očekujući da će sudac dosuditi prekršaj, ali to se nije dogodilo. Lakersi su prošli Spurse, ali su u velikom NBA finalu poraženi od Boston Celticsa.
Unatoč velikm kritikama tijekom doigravanja 2009., Fisher je u četvrtoj utakmici NBA finala protiv Orlando Magica još jednom u svojoj bogatoj karijeri odlučio važnu utakmicu u doigravanju. Donio je momčadi Phila Jacksona produžetke pet sekundi prije kraja i zatim presudio Magicu za vodstvo u seriji od 3-1. Iako je promašio je prvih pet šuteva za tri poena, bio je precizan kad je najviše trebalo, kod posljednja dva, u trenucima kada se lomila utakmica. Fisher je tada izjavio: "Mislim da je ovo veći šut od onog 0,4 sekunde prije kraja (2004.), jer puno smo bliži našem cilju". Lakersi su na kraju u seriji 4-1 pobijedili Magic i osvoji petnaesti NBA naslov, prvi nakon šest godina čekanja.

## NBA statistika

### Regularni dio
| Godina    | Klub         | Odig. uta. | Uta. poč. | Min. | 2P%  | 3P%  | Sl. bac.% | Skok. | Asist. | Ukr. lop. | Blok. | Poena |
| --------- | ------------ | ---------- | --------- | ---- | ---- | ---- | --------- | ----- | ------ | --------- | ----- | ----- |
| 1996./97. | L.A. Lakers  | 80         | 3         | 11.5 | .397 | .301 | .658      | 1.2   | 1.5    | .5        | .1    | 3.9   |
| 1997./98. | L.A. Lakers  | 82         | 36        | 21.5 | .434 | .383 | .757      | 2.4   | 4.1    | .9        | .1    | 5.8   |
| 1999./99. | L.A. Lakers  | 50         | 21        | 22.6 | .376 | .392 | .759      | 1.8   | 3.9    | 1.2       | .0    | 5.9   |
| 1999./00. | L.A. Lakers  | 78         | 22        | 23.1 | .346 | .313 | .724      | 1.8   | 2.8    | 1.0       | .0    | 6.3   |
| 2000./01. | L.A. Lakers  | 20         | 20        | 35.5 | .412 | .397 | .806      | 3.0   | 4.4    | 2.0       | .1    | 11.5  |
| 2001./02. | L.A. Lakers  | 70         | 35        | 28.2 | .411 | .413 | .847      | 2.1   | 2.6    | .9        | .1    | 11.2  |
| 2002./03. | L.A. Lakers  | 82         | 82        | 34.5 | .437 | .401 | .800      | 2.9   | 3.6    | 1.1       | .2    | 10.5  |
| 2003./04. | L.A. Lakers  | 82         | 3         | 21.6 | .352 | .291 | .797      | 1.9   | 2.3    | 1.3       | .1    | 7.1   |
| 2004./05. | Golden State | 74         | 32        | 30.0 | .393 | .371 | .862      | 2.9   | 4.1    | 1.0       | .1    | 11.9  |
| 2005./06. | Golden State | 82         | 36        | 31.6 | .410 | .397 | .833      | 2.6   | 4.3    | 1.5       | .1    | 13.3  |
| 2006./07. | Utah         | 82         | 61        | 27.9 | .382 | .308 | .853      | 1.8   | 3.3    | 1.0       | .1    | 10.1  |
| 2007./08. | L.A. Lakers  | 82         | 82        | 27.4 | .436 | .406 | .883      | 2.1   | 2.9    | 1.0       | .0    | 11.7  |
| 2008./09. | L.A. Lakers  | 82         | 82        | 29.8 | .424 | .397 | .846      | 2.3   | 3.2    | 1.2       | .1    | 9.9   |
| Ukupno    |              | 946        | 515       | 26.1 | .404 | .376 | .813      | 2.2   | 3.2    | 1.1       | .0    | 9.1   |

### Doigravanje
| Godina    | Klub        | Odig. uta. | Uta. poč. | Min. | 2P%  | 3P%  | Sl. bac.% | Skok. | Asist. | Ukr. lop. | Blok. | Poena |
| --------- | ----------- | ---------- | --------- | ---- | ---- | ---- | --------- | ----- | ------ | --------- | ----- | ----- |
| 1996./97. | L.A. Lakers | 6          | 0         | 5.7  | .273 | .000 | .667      | .5    | 1.0    | .2        | .0    | 1.3   |
| 1997./98. | L.A. Lakers | 13         | 13        | 21.4 | .397 | .300 | .621      | 1.9   | 3.8    | 1.3       | .0    | 6.0   |
| 1998./99. | L.A. Lakers | 8          | 8         | 29.8 | .418 | .345 | .800      | 3.6   | 4.9    | 1.0       | .0    | 9.8   |
| 1999./00. | L.A. Lakers | 21         | 0         | 15.3 | .430 | .414 | .760      | 1.0   | 2.0    | .5        | .1    | 4.7   |
| 2000./01. | L.A. Lakers | 16         | 16        | 36.0 | .484 | .515 | .765      | 3.8   | 3.0    | 1.3       | .1    | 13.4  |
| 2001./02. | L.A. Lakers | 19         | 19        | 34.2 | .357 | .358 | .786      | 3.3   | 2.7    | 1.0       | .1    | 10.2  |
| 2002./03. | L.A. Lakers | 12         | 12        | 35.3 | .520 | .617 | .818      | 3.0   | 1.8    | 1.5       | .1    | 12.8  |
| 2003./04. | L.A. Lakers | 22         | 0         | 23.0 | .405 | .418 | .657      | 2.5   | 2.2    | .8        | .0    | 7.5   |
| 2006./07. | Utah        | 16         | 14        | 27.8 | .405 | .375 | .933      | 1.6   | 2.6    | 1.0       | .1    | 9.5   |
| 2007./08. | L.A. Lakers | 21         | 21        | 31.6 | .452 | .440 | .836      | 2.2   | 2.5    | 2.0       | .1    | 10.2  |
| 2008./09. | L.A. Lakers | 22         | 22        | 28.9 | .394 | .284 | .861      | 2.0   | 2.2    | .9        | .1    | 8.0   |
| Ukupno    |             | 176        | 125       | 27.1 | .423 | .408 | .794      | 2.3   | 2.6    | 1.1       | .1    | 8.7   |

## Vanjske poveznice
- Službena stranica  Arhivirana inačica izvorne stranice od 9. siječnja 2011. (Wayback Machine)
- Profil na NBA.com